# 豊橋市民病院
豊橋市民病院（とよはししみんびょういん）は、愛知県豊橋市にある市立の病院である。市民からは「市民病院」と呼ばれることが多い。救命救急センターを備えており、東三河の基幹病院としての役割を担っている。またこの地域の地域がん診療拠点病院でもある。
以前は同市松葉町にあったが、1996年に現在の場所に移転。跡地には「こども未来館（ココニコ）」が建てられた。病院敷地内には豊橋市立看護専門学校が併設されている。

## 概要
3次救急を担う東三河南部診療圏の基幹病院であり、利用者の70%が豊橋市民である。1日当たり約2,400人の患者が訪れる。
深刻な医師不足から、精神科・神経科の入院・外来業務が休止になった。

## 沿革
- 1888年 - 私立豊橋慈善病院として開院。初代院長は松井春泉。
- 1902年 - 社団法人豊橋医院となる。
- 1932年 - 豊橋市が社団法人豊橋医院を買収。市立豊橋病院とする。
- 1949年 - 南病棟、結核病棟、手術室、給食場を増改築。
- 1950年 -　愛知県より総合病院としての認可を受ける。
- 1951年 - 名称を「豊橋市民病院」と変更。内科、外科、小児科、産婦人科、耳鼻咽喉科の合計5科で診療開始（後に歯科、眼科、皮膚泌尿器科、理学療法科を増設。）。
- 1954年 - 地下1階、地上4階、病床数182床の鉄筋コンクリート病棟を完成。
- 1957年 - 鉄筋コンクリート2階建て50床＋隔離病舎を併設、看護婦養成所を設立。
- 1960年 - 本館（管理棟）を建設。
- 1996年 - 豊橋市民病院と桜ヶ丘分院を統合し、豊橋市青竹町に新築移転。豊橋市立看護専門学校も、同敷地内に移転。
- 2003年8月26日 - 厚生労働省から地域がん診療拠点病院に指定される。
- 2006年5月27日 - 腎臓内科部長が、収賄容疑で逮捕。人工透析患者を特定の民間医院に優先的に転院させた見返りとして、同医院の院長から1件に付き20万円、計240万円を受け取った疑い。

## 診療科
- 総合内科
- 呼吸器内科
- 消化器内科
- 循環器内科
- アレルギー内科
- 腎臓内科
- 糖尿病・内分泌内科
- 神経内科
- 血液・腫瘍内科
- 一般外科
- 心臓血管外科
- 呼吸器外科
- 小児外科
- 肛門外科
- 整形外科
- リハビリテーション科
- リウマチ科
- 脊椎外科
- 形成外科
- 脳神経外科
- 小児科
- 産婦人科
- 産婦人科（生殖医療）
- 耳鼻咽喉科
- 眼科
- 皮膚科
- 泌尿器科
- 放射線科
- 精神科・神経科
- 麻酔科
- 臨床病理科
- 歯科口腔外科

## 患者・患者家族・一般向けの催し
患者・家族に対して病気への理解の手助け、市民に対して予防医学や病気の一般知識を得る手助けとなるよう、教室（説明会のようなもの）や講演会、女性相談室などが随時開かれており、一部は一般公開されている。
中央のアトリウム（広場）では随時、演奏会などが行われている。

## 施設
- 一般病棟：820床
- 結核病棟：10床
- 感染症病棟：10床
- 有料個室：145室
- 1F
  - キャッシュコーナー（三菱UFJ銀行、豊橋信用金庫、蒲郡信用金庫）
  - 喫茶室（カフェ・ド・クリエ豊橋市民病院店）、理容室
- 2F
  - レストラン
  - 売店（ローソン豊橋市民病院店）
  - コインランドリー
- 職員向け院内保育所「あおたけ」が、子供を持つ職員のために設置されている。

## 周辺の薬局
- コトブキ調剤薬局：豊橋店
- スギ薬局：青竹店
- シーズアンドアーパス調剤薬局：青竹店
- スギヤマ調剤薬局：豊橋店
- さとう調剤ドライブスルー薬局
- 日の丸薬局・市民病院前店
- イエロー・グリーン薬局：とよはし店
- よねざわ調剤薬局：高州店

## 交通アクセス
- 豊橋駅から豊鉄バスの豊橋市民病院線行きに乗車（約15分）、「豊橋市民病院」停留所下車。